# Blanca Suárez
Blanca Martínez Suárez (Madrid, 21 ottobre 1988) è un'attrice spagnola.

## Carriera
Dopo gli studi di recitazione a Madrid interpreta un piccolo ruolo nel film Shiver, ma è grazie alla televisione che raggiunge la popolarità, partecipando a serie di grande successo come El internado oppure El barco. In Italia ha acquisito fama principalmente per il ruolo di Norma, la figlia suicida del dott. Robert Ledgard (Antonio Banderas) ne La pelle che abito di Pedro Almodóvar, e per quello di Ruth ne Gli amanti passeggeri, sempre di Almodóvar. Nel 2014 è stata protagonista accanto ad Alessandro Preziosi della miniserie La bella e la bestia, ed è stata protagonista di alcuni spot per il brand di lingerie intimissimi tra il 2013 e il 2014.
Nel 2015 torna in televisione per interpretare il ruolo di Isabella d'Aviz moglie dell'imperatore Carlo V nel serial a lui dedicato prodotto dalla TVE. Nel 2016 interpreta il ruolo della marchesa di Llanzol María Sonsoles de Icaza y de León nella miniserie TV di Telecinco Quello che nascondono i tuoi occhi. Prende parte, inoltre, al film My Bakery in Brooklyn - Un pasticcio in cucina. Nel 2017 partecipa come protagonista al film El bar di Álex de la Iglesia ed interpreta, sempre da protagonista, il ruolo di Lidia Aguilar/Alba Romero nella serie TV Netflix, Le ragazze del centralino.

## Filmografia

### Cinema
- Shiver (Eskalofrío), regia di Isidro Ortiz (2008)
- Codardi (Cobardes), regia di Juan Cruz e José Corbacho (2008)
- Fuga de cerebros, regia di Fernando González Molina (2009)
- Il Console di Sodoma, regia di Sigfrid Monleón (2009)
- Carne di Neon (Carne de neòn), regia di Paco Cabezas (2010)
- La pelle che abito (La piel que habito), regia di Pedro Almodóvar (2011)
- Striscia vincente, regia di Eduard Cortés (2012)
- Miele di arance (Miel de naranjas), regia di Imanol Uribe (2012)
- Gli amanti passeggeri, regia di Pedro Almodóvar (2013)
- Sognando il nord (Perdiendo el norte), regia di Nacho G. Velilla (2015)
- Mi gran noche, regia di Álex de la Iglesia (2015)
- My Bakery in Brooklyn - Un pasticcio in cucina (My Bakery in Brooklyn), regia di Gustavo Ron (2016)
- El bar, regia di Álex de la Iglesia (2017)
- Nonostante tutto (A pesar de todo), regia Gabriela Tagliavini (2019)
- El verano que vivimos , regia Carlos Sedes (2020)
- El test, regia di Dani de la Orden (2022)
- El cuarto pasajero, regia di Álex de la Iglesia (2022)
- Me he hecho viral, regia di Jorge Coira (2022)

### Televisione
- El internado - serie TV, (2007-2010)
- El barco - serie TV, (2011-2013)
- La bella e la bestia - miniserie TV, regia di Fabrizio Costa (2014)
- Cuéntame un cuento - serie TV, 1 episodio (2014)
- Los nuestros - miniserie TV, (2015)
- Carlos, rey emperador - serie TV, (2015-2016)
- Quello che nascondono i tuoi occhi - miniserie TV, (2016)
- Le ragazze del centralino (Las chicas del cable) - serie TV, 42 episodi (2017-2020)
- El internado: Las Cumbres - serie TV, 1 episodio (2021)
- Jaguar - serie TV, 6 episodi (2021)
- Respira - serie TV, (2024)

### Cortometraggi
- Universos (2009)
- Hemiferio (2010)
- Escuela de spygramers (2018)

### Videoclip
- Estoy prohibido - Ladrones (2010)
- Emocional - Dani Martìn (2014)
- Luna Llena - Alvaro Tessa (2019)

Oltre ad essere presente nel videoclip di "Luna Llena", Blanca canta insieme ad Alvaro Tessa.

### Testimonial
- Intimissimi (2013)

## Doppiatrici italiane
Nelle versioni in italiano dei suoi film, Blanca Suárez è stata doppiata da:
- Ilaria Latini in My Bakery in Brooklyn - Un pasticcio in cucina, Le ragazze del centralino
- Valentina Favazza in Jaguar, Respira
- Veronica Puccio in La pelle che abito
- Eva Padoan in Gli amanti passeggeri
- Domitilla D'Amico in La bella e la bestia
- Eleonora De Angelis in Quello che nascondono i tuoi occhi
- Katia Sorrentino in El bar

## Premi e candidature

### Premio Goya
- 2011 - Miglior attrice rivelazione - La pelle che abito - Nominata

### Premio Platino
- 2018 - Miglior attrice in una Miniserie o Teleserie - Le ragazze del centralino - Vincitrice

### Premio Feroz
- 2015 - Miglior attrice non protagonista - Mi gran noche - Nominata

### Premio Iris
- 2017 - Miglior attrice - Quello che nascondono i tuoi occhi - Nominata

### Premio Ondas
- 2011 - Miglior interpretazione femminile - El barco - Vincitrice
- 2017 - Miglior interpretazione femminile - Quello che nascondono i tuoi occhi - Vincitrice

### Festival della televisione di Montecarlo
- 2009 - Ninda d'oro Miglior attrice, Drama - El internado - Nominata

### Neox Fan Awards
- 2012 - Miglior attrice di cinema spagnolo - The Pelayos - Vincitrice
- 2012 - Miglior attrice di serie TV - El barco - Vincitrice
- 2012 - Miglior bacio dell'anno con Mario Casas - El barco - Nominata
- 2013 - Miglior attrice di serie TV - El barco - Nominata
- 2013 - La coppia più attraente con Miguel Angel Silvestre - Nominata

### Premio Cosmopolitan Fun Fearless
- 2012 - Miglior attrice TV - El barco - Vincitrice

### Premio GQ
- 2012 - Donna dell'anno - Vincitrice

### Premio Pétalo
- 2010 - Volto rivelazione - El internado - Vincitrice

### Settimana del cinema di Medina del Campo
- 2012 - Attrice del XXI secolo - Toda su trayectoria - Vincitrice

### TP d'Oro
- 2011 - Miglior attrice - El barco - Nominata